# Huiten Nur
Huiten Nur är en sjö i Kina. Den ligger i provinsen Qinghai, i den nordvästra delen av landet, omkring 890 kilometer väster om provinshuvudstaden Xining. Huiten Nur ligger 4 753 meter över havet. Arean är 256 kvadratkilometer. Den sträcker sig 16,4 kilometer i nord-sydlig riktning, och 30,0 kilometer i öst-västlig riktning.